# Acalypha engleri
Acalypha engleri är en törelväxtart som beskrevs av Ferdinand Albin Pax. Acalypha engleri ingår i släktet akalyfor, och familjen törelväxter. Inga underarter finns listade i Catalogue of Life.